# 2021年マカッサル大聖堂自爆テロ事件
2021年マカッサル大聖堂自爆テロ事件は、2021年3月28日、インドネシアの南スラウェシ州マカッサルにある聖心大聖堂で、日曜日の礼拝中に発生した。南スラウェシ州警察本部長は、攻撃の加害者とされる人物が1人いたと述べた。爆撃の場所は、マカッサル警察署とマカッサル市庁舎の近くにあり、現場で遺体が発見された。